# Pierino la peste alla riscossa!
Pierino la peste alla riscossa! è un film italiano del 1982 diretto da Umberto Lenzi.

## Trama
Pierino è un ragazzo di statura robusta con un enorme cespuglio di capelli neri in testa. Egli vive con suo padre Giulio, sua madre Giovanna e sua nonna, più la domestica e governante napoletana Peppa a sua volta fidanzata con Pasquale, un carabiniere tonto e inetto. Le avventure di Pierino si articolano in vari modi: dapprima è solito frequentare il bar Cervo, dove chiede costantemente e invano al barista "Occhio di Lince" un cappuccino a credito, ma trovando ogni modo per raggirarlo o combinargli qualche scherzo, e poi a scuola, dov'è spesso in competizione e combina scherzi al maestro Stanghetti, perdutamente innamorato della maestra Bonazzi, e al bidello Orazio.
In un episodio, a scuola, Pierino viene fermato dalla Bonazzi, una volta che tutti gli altri studenti sono usciti per la ricreazione: la donna chiede al ragazzo, con voce abbastanza provocante, di fargli vedere il tema, ma il protagonista fraintende e finisce con abbassarsi le braghe, convinto che la donna volesse vedere il suo membro.
Successivamente nella classe di Pierino passa un ispettore scolastico, il marchese professor Pier Maria Delle Vedove. Questi, che vuole conoscere la preparazione degli studenti, sceglie Pierino come volontario, chiedendogli delle gesta della battaglia di Canne, ma Pierino, nonostante i suggerimenti di Stanghetti, sbaglia totalmente, ma il marchese Delle Vedove reagisce positivamente agli errori del protagonista e lo loda, facendosi invece beffe di Stanghetti e della direttrice; un attimo dopo è fermato da alcuni inservienti che, entrati in classe, gli mettono una camicia di forza, rivelando che egli non era altro che un matto scappato dal manicomio.
A una gita in campagna con la famiglia, poi, Pierino ha modo di farsi beffe di diversi contadini. In un'altra occasione, sempre a scuola, Stanghetti sorprende Pierino e i suoi amici spiare la Bonazzi mentre si cambia nel suo camerino e li caccia via, ma anziché tornare in classe rimane egli stesso a spiare la bella maestra. A quel punto Pierino, risentito, gli gioca un tiro mancino: con uno stratagemma, fa credere alla Bonazzi di essere stata chiamata in presidenza, convince la preside a entrare nella stanza della Bonazzi insistendo che in essa ci sia un fantasma, e conscio del fatto che Stanghetti è là nascosto in attesa della maestra. Nel buio, Stanghetti palpeggia e bacia la direttrice convinto che sia la Bonazzi, e quando questa entra nella stanza Pierino e i suoi amici riattivano la corrente, rivelando il malinteso di Stanghetti, che viene malmenato sia dalla direttrice che dalla bella maestra.
In seguito, Pierino e la sua famiglia vanno al ristorante, in attesa del presidente dell'ordine dei farmacisti: Giulio l'ha invitato per l'occasione per fargli buona impressione e provare a ottenere la gestione di quattro farmacie. Il presidente si rivela essere nient'altri che Pier Maria Delle Vedove, scappato nuovamente dal manicomio, e si ripresentano gli inservienti a mettergli la camicia di forza, portando via anche Giulio. Pierino, nel frattempo aveva cercato di convincere il padre dietro un compenso della verità ma era stato sempre respinto.
Poco tempo dopo, l'inetto carabiniere Pasquale è costretto a trasferirsi in servizio a Como, e nel frattempo, nella scuola di Pierino, giunge il ministro della pubblica istruzione per nominare il "bambino dell'anno". Il ministro, in realtà, è ancora una volta il marchese Delle Vedove, con barba finta e parrucca, il quale nomina Pierino tra lo stupore generale. A quel punto, quando gli viene chiesto da tutti di dire qualcosa in merito, Pierino dà sfogo a una sonora e rumorosa pernacchia.

## Produzione
L'idea di girare sia questo film sia Pierino il fichissimo sia Che casino... con Pierino! senza Alvaro Vitali nasce dal momento in cui quest'ultimo era impegnato su altri set e i registi non erano intenzionati, per realizzare questi film, ad aspettare la fine dei suoi impegni.
Girato nella zona nord-ovest di Roma, presso la via Aurelia, il film si articola in diversi episodi presi a pretesto per rappresentare, attraverso gags e battute, le barzellette più o meno conosciute.
Elena Fabrizi, ben più nota come la nonna di Pierino (interpretato da Alvaro Vitali) in Pierino torna a scuola (1990), fa la sua prima apparizione come nonna del dispettoso bambino.
Hanno preso parte al film, tra gli altri, anche Alfredo Adami e Enzo Robutti, che nei precedenti film di Pierino di Alvaro Vitali interpretavano, rispettivamente, il primo il bidello Alfonso e il secondo un ferramenta in Pierino contro tutti (1981) e il direttore Pomari in Pierino colpisce ancora (1982). In questo film, invece, Adami interpreta un contadino e Robutti un cliente della farmacia del padre di Pierino.
È l'ultima apparizione dell'attore Ernesto Colli, che interpreta il portiere del condominio di Pierino.